# I. Vilmos német császár
I. Vilmos (Berlin, 1797. március 22. – Berlin, 1888. március 9.) a Hohenzollern dinasztiából származó porosz király 1861-től 1888-ig, majd az újonnan alakult Német Császárság uralkodója 1871-től haláláig. Lelkiismeretessége és önmérséklete alkalmassá tette arra, hogy a nála nagyobb formátumú államférfiakkal is együtt tudjon működni a német egyesítés érdekében.

## Élete

### Származása
Vilmos herceg 1797. március 22-én született Berlinben. Édesapja III. Frigyes Vilmos porosz király (1770–1840), édesanyja pedig Lujza mecklenburg-strelitzi hercegnő (Luise von Mecklenburg-Strelitz) volt.
Szülei házasságából 9 gyermek született (Vilmos második volt a sorban):
- Frigyes Vilmos (1795–1861), 1840-től IV. Frigyes Vilmos király, aki 1823-ban Erzsébet Ludovika bajor királyi hercegnőt (1801–1873) vette feleségül.
- Vilmos Frigyes Lajos (1797–1888), 1861-től I. Vilmos porosz király, 1871-től német császár, aki 1829-ben Auguszta szász–weimar–eisenachi hercegnőt (1811–1890) vette feleségül.
- Sarolta Friderika Lujza (1798–1860), aki 1817-ben Alekszandra Fjodorovna néven I. Miklós orosz cár felesége lett.
- Friderika (1799–1800), kisgyermekként meghalt.
- Károly porosz királyi herceg (1801–1883), aki 1827-ben Mária szász–weimar–eisenachi hercegnőt (1808–1877) vette feleségül.
- Alexandrina (1803–1892), 1822-től Pál Frigyes mecklenburg–schwerini nagyherceg felesége.
- Ferdinánd (1804–1806), kisgyermekként meghalt.
- Lujza (1808–1870), aki 1825-ben Frigyes holland királyi herceg (1797–1881) felesége lett.
- Albert (1809–1872), aki 1830-ban sógornőjét, Marianna holland királyi hercegnőt (1810–1883), Frigyes holland királyi herceg húgát, majd (válása után) 1853-ban Rosalie von Rauch kisasszonyt (1820–1879) vette feleségül.

### Ifjúkora
Vilmos herceg már 1814-ben, 17 évesen kapitányként részt vett a napóleoni háborúkban és február 26-án a Bar-sur-Aube melletti csatában tanúsított viselkedéséért kiérdemelte a vaskeresztet, majd március 31-én apjával együtt vonult be Párizsba. Ezek mellett többek között részt vett a waterlooi és a lignyi csatákban, Gebhard Leberecht von Blücher vezetése alatt. Az elkövetkező évtizedekben is sok energiát fordított a hadsereg fejlesztésére. 1825-ben gárdahadtest parancsnoka lett, altábornagyi rangban.
1840-ben gyermektelen bátyja, Frigyes trónra lépésével Vilmos lett Poroszország hercege és a porosz trón kijelölt örököse. Még ez évben a porosz szabadkőműves nagypáholyok együttes munkáján avatták szabadkőművessé. 1842-ben ő vezette a berlini „Zur Eintracht” (Egyetértéshez) szabadkőműves páholyban a szertartást Liszt Ferenc 2. (legény) fokra emelésén. Az 1848-as berlini forradalom kitörésekor nem riadt vissza az erőszak alkalmazásától, ellenezte az alkotmány megadását s nem helyeselte a király engedékenységét; ezért kiérdemelte a „Kartácsherceg” (Kartätschenprinz) gúnynevet. Az események után néhány hónapig Angliában időzött, majd 1848 júniusában tért vissza Poroszországba. Népszerűségét tovább csökkentette, amikor 1849 nyarán a porosz hadak élén leverte a badeni és pfalzi forradalmat.
Sokáig ellenfele volt az alkotmányos monarchia intézményének, de az 1848-49-es események, valamint felesége hatására konzervativizmusa mérséklődött.
1849-ben a Rajna-vidék kormányzójává nevezték ki és ezért Koblenzbe kellett költöznie, abba a városba, ahol a berlini konzervatív politika ellenzéke összpontosult. (Ekkoriban Vilmos Bismarck politikáját „kisiskolás politizálásnak” titulálta).

### Poroszország régense
Bátyját, Frigyes Vilmost 1857-ben szélütés érte és megbénult. Ettől kezdve – rövid időszakoktól eltekintve – szellemi épsége nem állt helyre és 1858. október 7-én gyámság alá helyezték, majd október 26-án öccsét Vilmost nevezték ki mellé régenssé. A kormány élére a liberális Antalt, hohenzollern-sigmaringeni herceget állította, akit, mint az új korszak hírnökét, a porosz közvélemény nagy örömmel fogadott. 1859-ben avett a szárd–francia–osztrák háború idején a győztes Franciaország sakkban tartására a Rajna menti porosz csapatokat mozgósította, azonban nagy hiányosságokat tapasztalt a porosz hadseregben, ennek kiküszöbölésére a későbbiekben sok időt fordított. A háború alatt hajlott arra, hogy Ausztriával szövetkezzék a Szárd–Piemonti Királyságot támogató III. Napóleon ellen. Ám Ausztria elutasította a segítséget, mivel annak fejében Poroszország azt követelte, hogy az osztrák hadsereg porosz parancsnokság alá kerüljön. Régensségének bátyja halála vetett véget 1861 januárjának elején.

### Poroszország királya
Az Osztrák Császárság vereségével végződött szárd–francia–osztrák háború okán több fontos elhatározás született Vilmosban. Első lépésként a hadsereg hiányosságait kívánta megszüntetni, és a sorkatonaság létszámának megemelését szorgalmazta, 1862-ben azonban emiatt szembekerült a liberális többségű alsóházzal, többek között a hatalmas költségek miatt. Az új választásokon ismét a liberálisok győztek, és Vilmos úgy döntött, hogy ebben a válságos időszakban Otto von Bismarckot állítja az ország élére (1862. március 17-én), aki lebeszélte reformjavaslatairól. A király teljes mellszélességgel támogatta Bismarckot, abban a törekvésében, hogy megerősítse a királyi hatalmat. Végül Roon hadügyminiszter keresztülvitte a hadsereg reformját. Az 1863-ban I. Ferenc József által egybehívott frankfurti birodalmi gyűléstől Vilmos távol maradt. A gyűlés összehívásának célja az volt, hogy az osztrák császárt válasszák meg német uralkodónak is, ezzel megvalósítva a nagynémet egységet. A kis német államok azonban nem mertek döntést hozni Poroszország távollétében.
1848-50 között zajlott első német–dán háborúban a schleswig-holsteini németek a dán annexió ellen lázadtak fel ekkor azonban nem sikerült elszakadniuk, és az 1852-es londoni jegyzőkönyv értelmében a hercegségek megtarthatták függetlenségüket de továbbra is perszonálunióban maradtak a dán koronával. Poroszország és Ausztria azonban új alkotmányt követelt, a sok próbálkozás után IX. Keresztély végül aláírta a novemberi alkotmányt (1863), ami kimondta Schleswig bekebelezését, ezzel Dánia kiprovokálta a második német-dán háborút. A harcokba később Ausztria is belépett, és az osztrákokkal megerősített csapatok győzelmet arattak. A gasteini konvenció értelmében (1865. augusztus 14.) Schleswig porosz, Holstein pedig osztrák igazgatás alá került, Lauenburgról pedig Ausztria pénzbeli kárpótlás fejében lemondott Poroszország javára. A Schleswig-Holstein körül kirobbanó háború volt Bismarck első jelentős nemzetközi sikere.
A két birodalom Dánia felett aratott 1864-es győzelme után hamar szembekerült egymással, a német egység megvalósításáért folytatott versengésükben. A Habsburg Birodalom az úgynevezett nagynémet egység megvalósításáért küzdött, mely a német egységbe beleértette az osztrák területeket is (természetesen Habsburg vezetéssel), míg a Porosz Királyság a kisnémet egységért szállt ringbe, mely porosz vezetés alatt kívánta egyesíteni a német ajkú területeket, azonban az osztrákok kizárásával. A délnémet királyságok a kevésbé agresszív Habsburg Birodalom mellé sorakoztak fel, míg a poroszok az Olasz Királyság szövetségét keresték, akik a Velencéért folytatott háborúban kerültek szembe az osztrákokkal. Az 1866-os porosz–osztrák háborúban Moltke zseniális hadvezetése megszerezte Poroszországnak a vezető szerepet Ausztriával szemben (königgrätzi csata). A győzelem fő okai a Bismarck által végrehajtott reformokban keresendők: modern, hátultöltő, vontcsövű fegyverekkel szerelte fel a hadsereget és bevezette az általános hadkötelezettséget. A nyertes háború után az osztrákokkal kötött prágai békében nem kényszerítették Ausztriát megalázó feltételek elfogadására, csak a porosz vezetésű német egység elismerésére. A háború további eredménye az észak-német államok Poroszországhoz csatolása volt. Ausztria lemondott továbbá Holsteinről, és Velencéről (Északnémet Szövetség létrejötte, 1867).

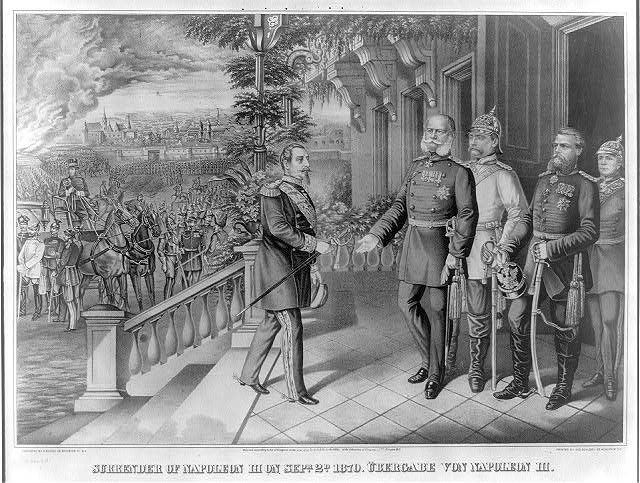
III. Napóleon átadja kardját Vilmosnak a vesztes sedani csata után (1870. szeptember 2.)

A porosz győzelemmel végződött háború mozgósította a Francia Császárságot, amely hosszú ideje ferde szemmel nézte a német egység létrehozására irányuló törekvéseket. 1870. július másodikán napvilágra került a hír, hogy az 1868-ban megüresedett spanyol trónra Hohenzollern Lipót főherceget, Vilmos rokonát is jelölték. Ez szintén a franciák érdeke ellen volt, hiszen ha Lipót kerül a spanyol trónra az esetben Franciaország két oldalról is ugyanazon dinasztia birodalmai által lett volna közrefogva. Párizsban ezt Franciaország érdekszférájába való beavatkozásként értékelték és veszélyeztetve látták országukat. III. Napóleon tárgyalást kezdeményezett Vilmossal, hogy hívassa vissza rokonát, ennek Lipót július 12-én eleget is tett. A franciák azonban újra követet küldtek (Benedetti), azzal a kéréssel, hogy Lipót végérvényesen mondjon le a trónról, hogy azt később ne igényelhesse újra. Vilmos ekkor éppen Bad Emsben töltött gyógykúrájáról távirat formájában értesítette a Berlinben tartózkodó követet az elutasító válaszról. Az „emsi táviratként” ismert dokumentumot Bismarck olyan stílusú sajtóközleménnyé fogalmazta át, amiből úgy tűnt, hogy Vilmos elutasító és megalázó hangnemben beszélt Benedettivel, a francia követtel, megsértve ezzel egész Franciaországot is. Ennek következtében 1870. július 19-én Franciaország hadat üzent Poroszországnak és kitört a porosz–francia háború. Augusztus 2-án a francia csapatok elfoglalják Saarbrückent, ezt követően azonban sorozatos vereséget szenvednek. A csaták közül a legjelentősebbek az augusztus 4-ei wissembourgi csata, valamint a szeptember elseje és másodika között lezajlott sedani csata, amiben a poroszok megsemmisítő vereséget mértek a francia csapatokra, a harcok során maga III. Napóleon is fogságba esett.
A porosz hadak egészen Párizsig előrenyomulnak.

### Német császár
1871. január 18-án Versailles-ban, a legyőzött Franciaországban az összegyűlt német fejedelmek Vilmost kiáltották ki az újonnan alakult német birodalom örökletes császárának. Az újonnan alakult birodalomhoz csatlakoztak a dél-német államok is, ezzel megteremtve a porosz vezetésű egységes Németországot. A konföderációban – a régi államok megtartották államformáikat - létrehozták a Reichstagot, a közös országgyűlést, valamint a Bundesratot, amelyben a tagállamok méretük szerint képviseltethették magukat. A Reichstagba, azaz a törvényhozó testületébe általános szavazati jog alapján kerültek be a képviselők, a kormány az uralkodónak volt felelős, a minisztereket is ő nevezte ki. S bár a császár nem hagyhatta figyelmen kívül a politikai erőviszonyokat, de elméletileg egy sor kérdésben parlamenti kontroll nélkül dönthetett. Emellett Vilmos kezében összpontosult a birodalmi hadsereg irányítása és a közigazgatás.
Vilmos nehezen vette tudomásul, hogy el kell fogadnia az új Német Császárság elnevezését és – Bismarck hatására – a „német császári” címet. Ő maga inkább a „Németország Császára” uralkodói címet kívánta volna. Az 1871. február 26-án Versailles-ban aláírt német–francia előzetes békeszerződést május 10-én követte a háborút lezáró frankfurti békeszerződés aláírása. Ennek értelmében Franciaországot ötmilliárd frank megfizetésére kötelezték, és Németországhoz csatolták Elzászt és Lotaringiát. Vilmos császár 1871. június 16-án ünnepélyesen bevonult Berlinbe.

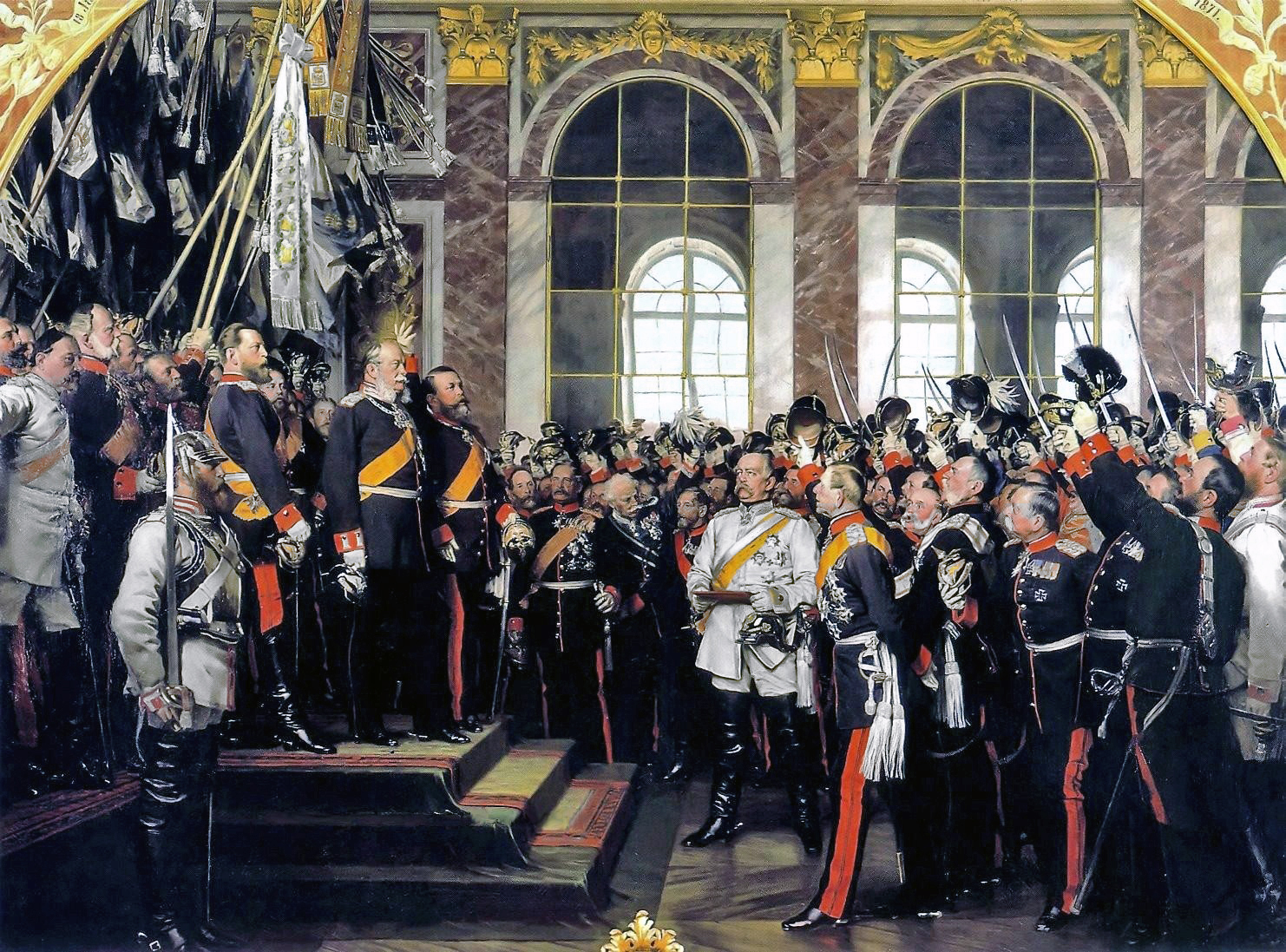
Vilmost császárrá kiáltják ki Versailles-ban, középen fehér uniformisban Otto von Bismarck a Német Császárság első kancellárja

Császárként külpolitikájában is Poroszország hagyományos oroszbarát politikáját ápolta, 1873-ban Vilmos hozta létre a három császár szövetségét (Vilmos, Ferenc József és II. Sándor orosz cár bevonásával). Az 1878-as berlini kongresszus döntései miatt Oroszország eltávolodott a szövetségtől, ezután Vilmos támogatta az Osztrák–Magyar Monarchiával kötött kettős szövetség megkötését (1879). 1882-ben azután a hármas szövetség keretében szövetségre lépett Olaszországgal, ez már meghatározta annak a későbbi katonai szövetségi rendszernek kialakulását, mely az első világháború kitörésekor állt fenn.
Az 1880-as években az európai országokban ismét felerősödött a gyarmatosítási kedv, melyben a Német Császárság is részt vett. A korábbi gyarmatosítások főleg piac-és nyersanyagforrás szerzés céljából történtek, azonban az új gyarmatosítási hullámban ezek mellett a nagyhatalmak közötti verseny is jelentős szerepet játszott; aki nem szerzett területeket lemaradt a nagyhatalmi versenyben. A németek Afrikában szerezték legnagyobb gyarmataikat; 1884-ben megszerezték Togót, majd Kamerunt. Ezek mellett megalakították Német Kelet-Afrikát, Tanganyikából és Ruanda-Urundiból (a mai Tanzánia, Ruanda és Burundi országok területén), valamint Német Délnyugat-Afrikát (a mai Namíbia). Szintén a 80-as évek közepén lett a Német Császárság része Német Új-Guinea (Vilmos Császár-föld), a mai Pápua Új-Guinea északi területe. Unokája, II. Vilmos további gyarmatokat vásárolt az 1890-es évek végén (Karolina-szigetek, Mariana-szigetek, Palau-szigetek stb.)
Az idősödő császár népszerűsége egyre nőtt, mégis 1878-ban két merényletet is elkövettek ellene. 1878. május 11-én leányával, Lujza hercegnővel kocsikázott a berlini Unter den Lindenen, amikor Max Hödel bádogoslegény két lövést adott le, de egyik sem talált. Hödelt a császár kocsisa és kíséretéből egy férfi elfogta. A merénylőt 3 hónappal később kivégezték (augusztus 16-án lefejezték), mert ügyvédje nem tudta bebizonyítani, hogy védence elmebeteg. A fiú a merénylet elkövetésekor még nem volt 21 éves.
A második merényletre június 2-án került sor hasonló körülmények között. A merénylet elkövetője Dr. Karl Eduard Nobiling, a filozófia doktora volt. Nobiling az Unter den Linden egyik házából lőtt az arra kocsizó császárra és megsebesítette a fején, a hátán, a kezén és a karján. Ezután maga ellen fordította a fegyvert és főbe lőtte magát. A lövés nem volt pontos, csak három hónapnyi szenvedés után, 1878 szeptemberében halt bele sérüléseibe. A császár azt állította, hogy a merénylet volt a legjobb orvosa, új életenergiát kapott. A császár hat hónapos lábadozása alatt Frigyes trónörökös helyettesítette apját az uralkodásban. Vilmos végül tíz év múlva 1888. március 9-én halt meg Berlinben, 91 éves korában.
Bismarck a merényleteket a szocialistáknak, anarchistáknak tulajdonította és – a felbőszült tömegek támogatásával – elfogadtatta a szocialista munkásszervezetek működését korlátozó jogszabályokat, melyekben többek között a gyűléseket és újságokat tiltottak be. A kormányzat később belátta, hogy a munkásmozgalommal való szembenállása az anarchizmust erősíti, gyökeresen változtatott politikáján, és a munkásmozgalmakat társadalombiztosítási reformokkal igyekezett leszerelni (szavazati jog, betegség- és baleset-biztosítás, öregségi, rokkantsági nyugdíjak).

## Családja

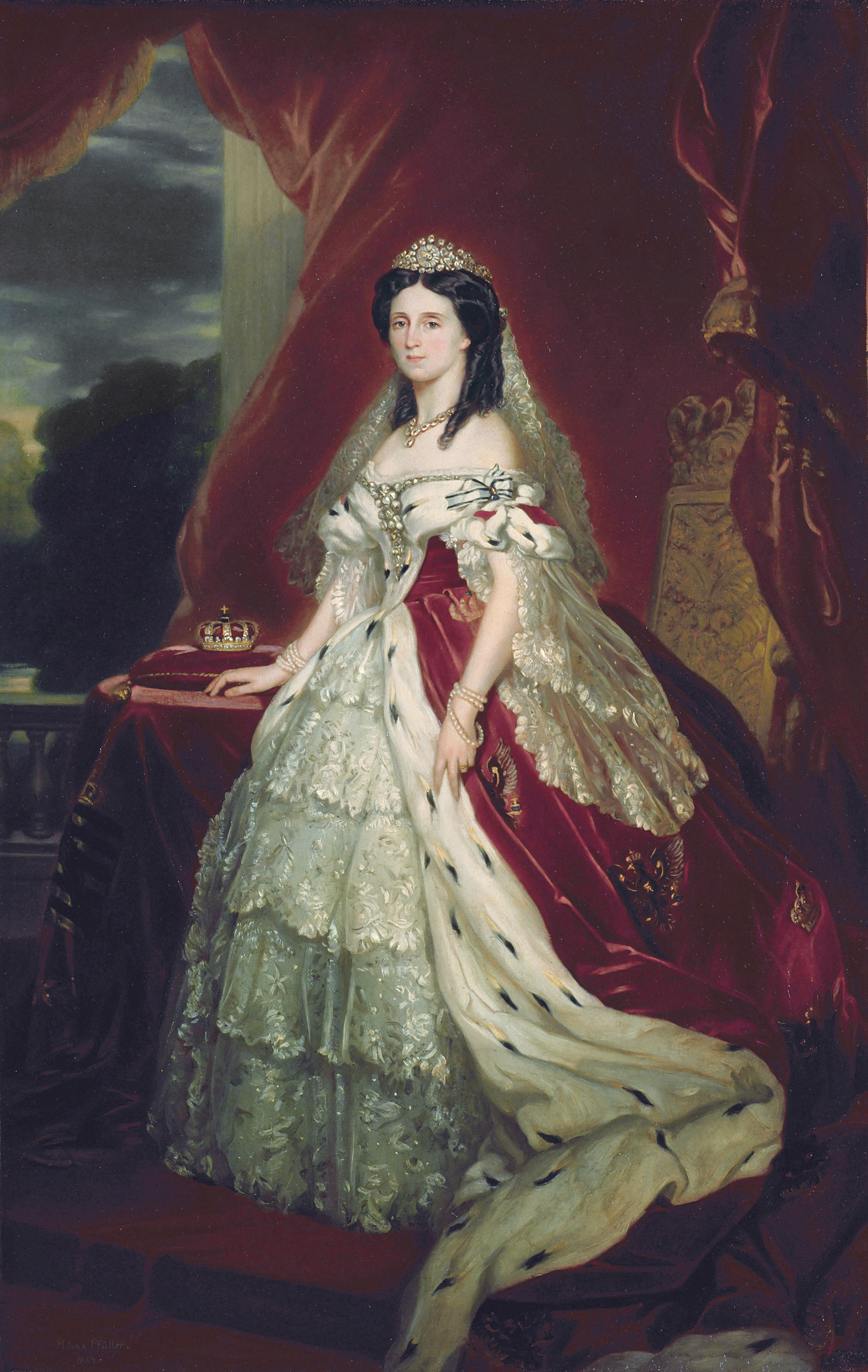
Auguszta német császárné

1829-ben vette feleségül Auguszta szász-weimar-eisenachi hercegnőt, Marija Pavlovna Romanova orosz nagyhercegnő (1786–1859) és Károly Frigyes szász-weimar-eisenachi nagyherceg (1783-1853) leányát, I. Pál orosz cár unokáját. A frigyből 2 gyermek született:
- Frigyes Vilmos királyi herceg (1831–1888), a későbbi III. Frigyes császár
- Lujza porosz királyi hercegnő (1838–1923), 1856-tól I. Frigyes badeni nagyherceg felesége.

## Történelmi jelentősége
Bismarck politikáját elfogadva a német egységtörekvések vezetője lett. 1867-től a porosz–osztrák háború eredményeként létrejött Északnémet Szövetség elnöke lett. Az 1870-ben kirobbant porosz–francia háború győzelmes befejezésekor, 1871. január 18-án a versailles-i kastélyban német császárrá választották. Ezzel megvalósult a porosz vezetésű ún. kisnémet egység, Ausztria kizárásával.
Poroszország királyaként Vilmos nagy aggodalommal figyelte Bismarcknak és liberális támogatóinak azon törekvését, mely a római katolikus egyház hagyományos társadalmi és politikai hatalmának csökkentésére irányult (Kulturkampf).

## Írásai
- Militärische Schriften (Berlin, 1897, 2 kötet)
- Politische Korrespondenz (Berlin, 1890)
- O. Lorenz, Kaiser Wilhelm und die Begründung des Deutschen Reichs 1866-71 (Jéna, 1902)

## Emléke

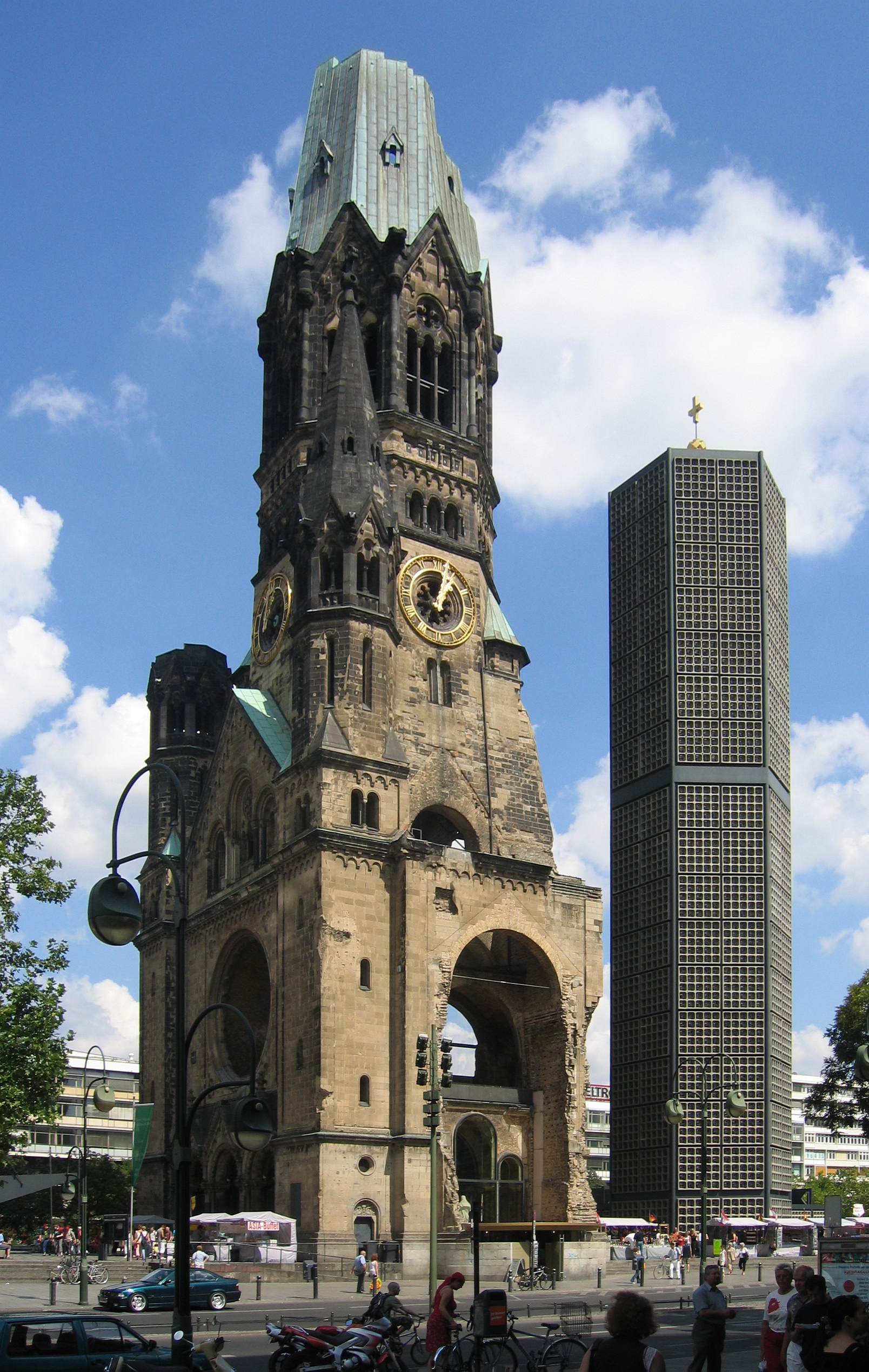
A templom egykori és mai tornya

- Vilmos császár emléktemplom (Kaiser-Wilhelm-Gedächtniskirche) a Breitscheidplatzon – Az 1891 és 1895 között épült templomot Franz Schwechten tervezte. A templom építtetője II. Vilmos, I. Vilmos unokája volt. Eredetileg latin kereszt formában épült Berlinben, azonban 1943 novemberében bombatalálatot kapott, de egyik tornya átvészelte a háborút és a mai napig áll. Később, 1961-ben újjáépítették és az új épület egy hatszögletű vasbeton templom lett, melynek tervezője Egon Eiermann volt. A németek a megmaradt tornyot csak szuvas fognak (der Hohle Zahn) nevezik.
- Szintén Berlinben, 1897-ben épült fel a Kaiser-Wilhelm-Nationaldenkmal.
- Kyffhäuser emlékmű – melyen egy 11 méter magas szobra áll
- Ezek mellett rengeteg szobor hirdeti az első német császár emlékét szerte Németországban. 1867 és 1918 között több mint 1000 emlékművet emeltek tiszteletére.

## Galéria

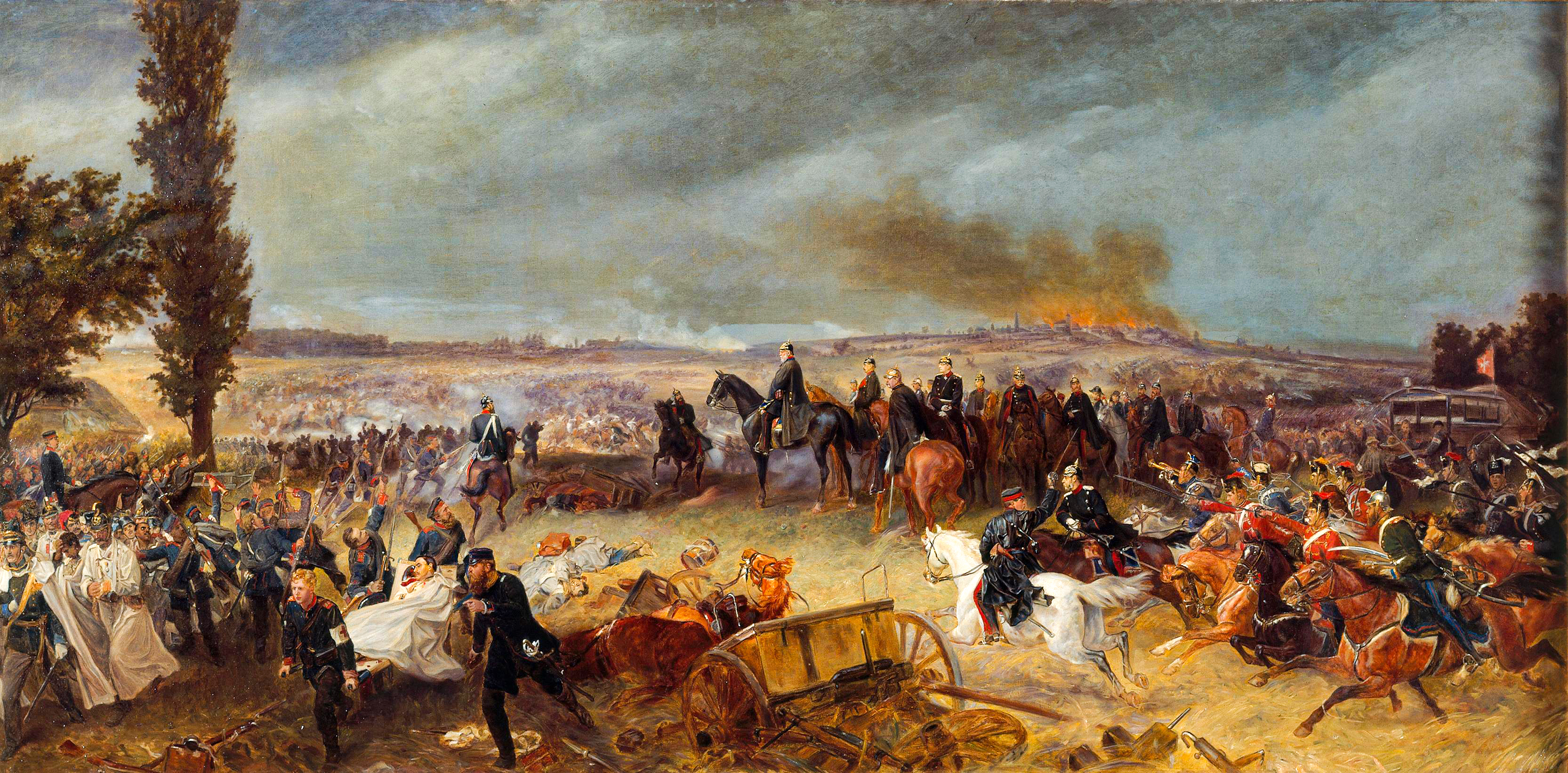
I. Vilmos, mint porosz király a königgrätzi csatában, 1866-ban. Georg Bleibtreu festménye.
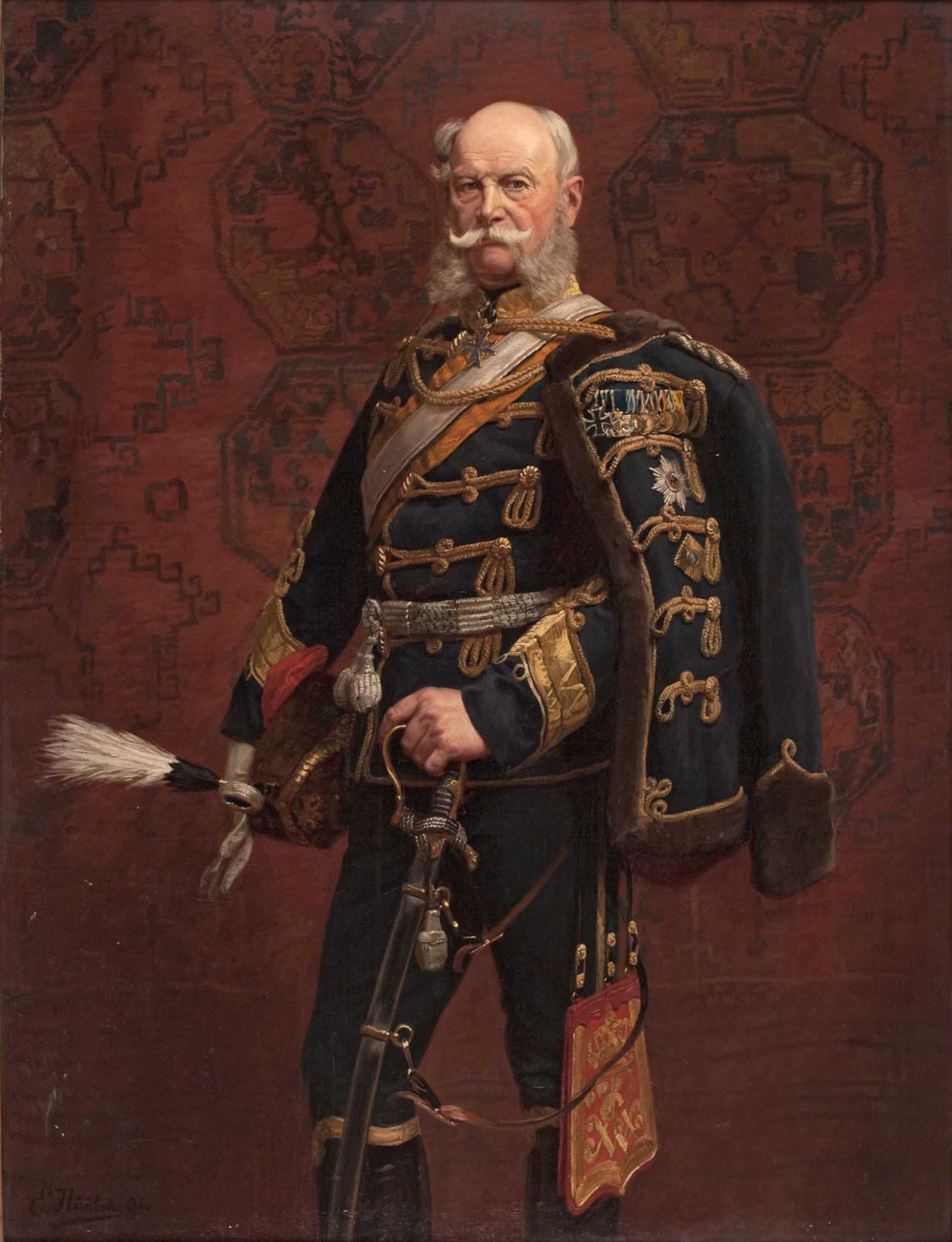
I. Vilmos német császár és porosz király huszáregyenruhás uralkodói portréja.
I. Vilmos német császár és porosz király uralkodói névjele.
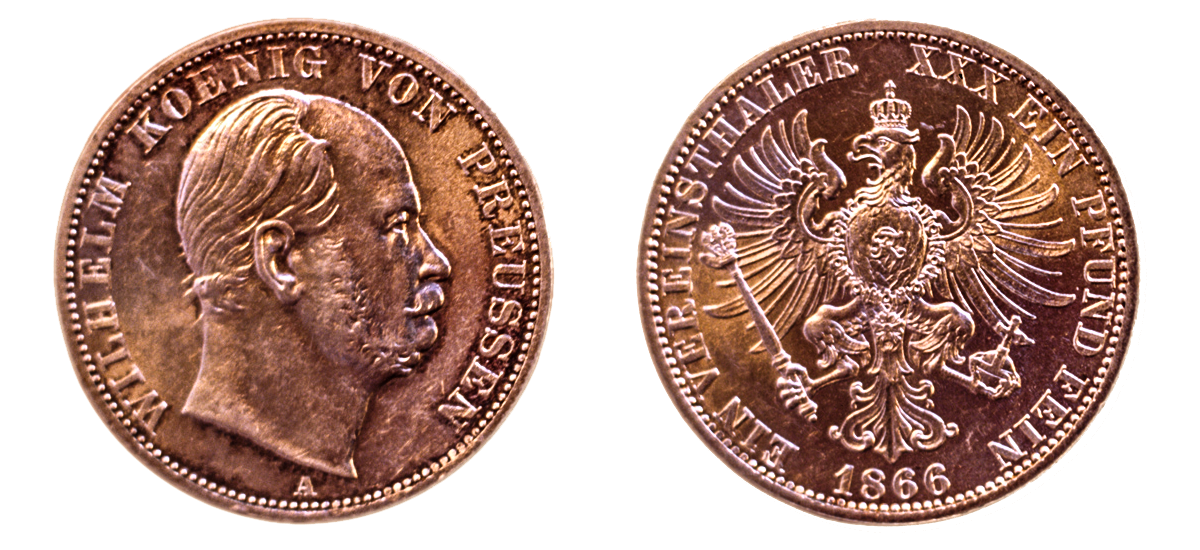
Porosz 1866-os ezüst tallér (Vereinstaler) I. Vilmos és a Porosz Királyság címerének ábrázolásával. A márkát 1871-ben 1 tallér = 3 márka árfolyamon vezették be.
1871-től vert német 2 márkás ezüstérme előoldala I. Vilmos német császár és porosz király portréjával.
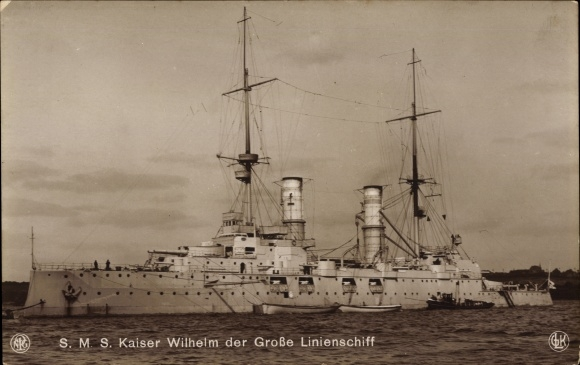
Az I. Vilmos császár tiszteletére elnevezett SMS Kaiser Wilhelm der Große pre-dreadnought csatahajó.
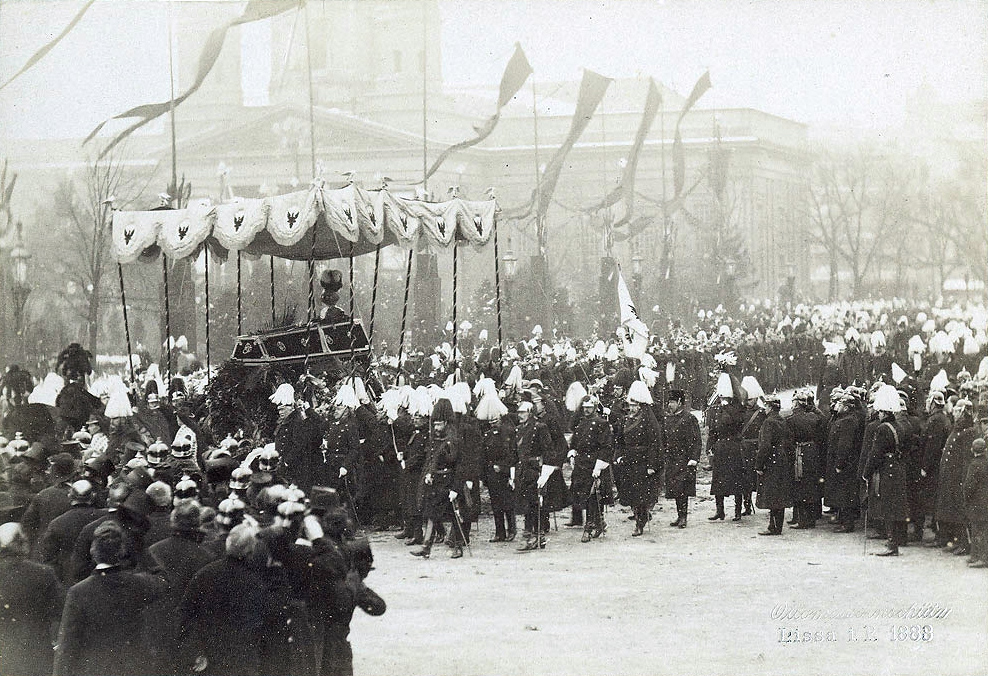
I. Vilmos temetési menete 1888-ban.